# Vuelta a España 1935
La Vuelta a España 1935, prima storica edizione della manifestazione, si svolse in quattordici tappe, dal 29 aprile al 15 maggio 1935 su un percorso di 3425 425, con partenza e arrivo a Madrid. La vittoria fu appannaggio del belga Gustaaf Deloor, che completò il percorso in 120h01'02", alla media di 27,204 km/h, precedendo lo spagnolo Mariano Cañardo ed il connazionale Antoine Dignef.

## Storia
Gareggiarono 50 corridori, 32 erano spagnoli e finirono il giro in soli 29. Le condizioni atmosferiche (fredde e piovose) erano a vantaggio dei corridori belgi. Gustaaf Deloor diventò leader della corsa con nove minuti di vantaggio al termine della terza tappa e per quasi tutta la competizione fu protagonista di un testa a testa con Mariano Cañardo, ma quest'ultimo cadde nella tredicesima tappa e perse cinque minuti. Nella frazione finale con arrivo a Madrid, Deloor attaccò vincendo tappa e classifica generale. La classifica scalatori fu vinta dall'italiano Edoardo Molinar.

## Le tappe
| Tappa  | Data      | Percorso                  | km               | Vincitore di tappa | Leader cl. generale |
| ------ | --------- | ------------------------- | ---------------- | ------------------ | ------------------- |
| 1ª     | 29 aprile | Madrid > Valladolid       | 185              | Antoine Dignef     | Antoine Dignef      |
| 2ª     | 30 aprile | Valladolid > Santander    | 251              | Antonio Escuriet   | Antonio Escuriet    |
|        | 1º maggio | giorno di riposo          | giorno di riposo | giorno di riposo   | giorno di riposo    |
| 3ª     | 2 maggio  | Santander > Bilbao        | 199              | Gustaaf Deloor     | Gustaaf Deloor      |
| 4ª     | 3 maggio  | Bilbao > San Sebastián    | 235              | Antoine Dignef     | Gustaaf Deloor      |
| 5ª     | 4 maggio  | San Sebastián > Saragozza | 264              | Mariano Cañardo    | Gustaaf Deloor      |
| 6ª     | 5 maggio  | Saragozza > Barcellona    | 310              | François Adam      | Gustaaf Deloor      |
|        | 6 maggio  | giorno di riposo          | giorno di riposo | giorno di riposo   | giorno di riposo    |
| 7ª     | 7 maggio  | Barcellona > Tortosa      | 188              | Antonio Montes     | Gustaaf Deloor      |
| 8ª     | 8 maggio  | Tortosa > Valencia        | 188              | Max Bulla          | Gustaaf Deloor      |
| 9ª     | 9 maggio  | Valencia > Murcia         | 265              | Salvador Cardona   | Gustaaf Deloor      |
| 10ª    | 10 maggio | Murcia > Granada          | 285              | Max Bulla          | Gustaaf Deloor      |
| 11ª    | 11 maggio | Granada > Siviglia        | 260              | Gustaaf Deloor     | Gustaaf Deloor      |
|        | 12 maggio | giorno di riposo          | giorno di riposo | giorno di riposo   | giorno di riposo    |
| 12ª    | 13 maggio | Siviglia > Cáceres        | 270              | François Adam      | Gustaaf Deloor      |
| 13ª    | 14 maggio | Cáceres > Zamora          | 275              | Edoardo Molinar    | Gustaaf Deloor      |
| 14ª    | 15 maggio | Zamora > Madrid           | 250              | Gustaaf Deloor     | Gustaaf Deloor      |
| Totale | Totale    | Totale                    | 3425             |                    |                     |

## Dettagli tappa per tappa

### 1ª tappa
- 29 aprile: Madrid > Valladolid – 185 km

Risultati
| Pos. | Corridore         | Squadra | Tempo    |
| ---- | ----------------- | ------- | -------- |
| 1    | Antoine Dignef    | -       | 5h58'12" |
| 2    | Mariano Cañardo   | -       | s.t.     |
| 3    | Marinus Valentijn | -       | s.t.     |

### 2ª tappa
- 30 aprile: Valladolid > Santander – 251 km

Risultati
| Pos. | Corridore        | Squadra | Tempo    |
| ---- | ---------------- | ------- | -------- |
| 1    | Antonio Escuriet | -       | 8h43'37" |
| 2    | Salvador Cardona | -       | s.t.     |
| 3    | Gustaaf Deloor   | -       | s.t.     |

### 3ª tappa
- 2 maggio: Santander > Bilbao – 199 km

Risultati
| Pos. | Corridore       | Squadra | Tempo    |
| ---- | --------------- | ------- | -------- |
| 1    | Gustaaf Deloor  | -       | 6h43'09" |
| 2    | Edoardo Molinar | -       | s.t.     |
| 3    | Antoine Dignef  | -       | s.t.     |

### 4ª tappa
- 3 maggio: Bilbao > San Sebastián – 235 km

Risultati
| Pos. | Corridore       | Squadra | Tempo    |
| ---- | --------------- | ------- | -------- |
| 1    | Antoine Dignef  | -       | 6h22'05" |
| 2    | Edoardo Molinar | -       | s.t.     |
| 3    | François Adam   | -       | s.t.     |

### 5ª tappa
- 4 maggio: San Sebastián > Saragozza – 264 km

Risultati
| Pos. | Corridore       | Squadra | Tempo    |
| ---- | --------------- | ------- | -------- |
| 1    | Mariano Cañardo | -       | 9h01'23" |
| 2    | Gustaaf Deloor  | -       | s.t.     |
| 3    | François Adam   | -       | a 15"    |

### 6ª tappa
- 5 maggio: Saragozza > Barcellona – 310 km

Risultati
| Pos. | Corridore      | Squadra | Tempo    |
| ---- | -------------- | ------- | -------- |
| 1    | François Adam  | -       | 9h59'22" |
| 2    | Luigi Barral   | -       | s.t.     |
| 3    | Gustaaf Deloor | -       | s.t.     |

### 7ª tappa
- 7 maggio: Barcellona > Tortosa – 188 km

Risultati
| Pos. | Corridore       | Squadra | Tempo    |
| ---- | --------------- | ------- | -------- |
| 1    | Antonio Montes  | -       | 5h56'15" |
| 2    | Mariano Cañardo | -       | s.t.     |
| 3    | Max Bulla       | -       | s.t.     |

### 8ª tappa
- 8 maggio: Tortosa > Valencia – 188 km

Risultati
| Pos. | Corridore          | Squadra | Tempo    |
| ---- | ------------------ | ------- | -------- |
| 1    | Max Bulla          | -       | 5h58'22" |
| 2    | Gerrit van de Ruit | -       | s.t.     |
| 3    | Mariano Cañardo    | -       | s.t.     |

### 9ª tappa
- 9 maggio: Valencia > Murcia – 265 km

Risultati
| Pos. | Corridore        | Squadra | Tempo    |
| ---- | ---------------- | ------- | -------- |
| 1    | Salvador Cardona | -       | 9h13'59" |
| 2    | Mariano Cañardo  | -       | s.t.     |
| 3    | François Adam    | -       | s.t.     |

### 10ª tappa
- 10 maggio: Murcia > Granada – 285 km

Risultati
| Pos. | Corridore       | Squadra | Tempo    |
| ---- | --------------- | ------- | -------- |
| 1    | Max Bulla       | -       | 5h58'22" |
| 2    | François Adam   | -       | s.t.     |
| 3    | Vicente Bachero | -       | s.t.     |

### 11ª tappa
- 11 maggio: Granada > Siviglia – 260 km

Risultati
| Pos. | Corridore       | Squadra | Tempo    |
| ---- | --------------- | ------- | -------- |
| 1    | Gustaaf Deloor  | -       | 9h59'03" |
| 2    | Max Bulla       | -       | s.t.     |
| 3    | Mariano Cañardo | -       | s.t.     |

### 12ª tappa
- 13 maggio: Siviglia > Cáceres – 270 km

Risultati
| Pos. | Corridore      | Squadra | Tempo     |
| ---- | -------------- | ------- | --------- |
| 1    | François Adam  | -       | 10h01'18" |
| 2    | Max Bulla      | -       | s.t.      |
| 3    | Gustaaf Deloor | -       | s.t.      |

### 13ª tappa
- 14 maggio: Cáceres > Zamora – 275 km

Risultati
| Pos. | Corridore       | Squadra | Tempo     |
| ---- | --------------- | ------- | --------- |
| 1    | Edoardo Molinar | -       | 10h12'48" |
| 2    | Gustaaf Deloor  | -       | s.t.      |
| 3    | Max Bulla       | -       | s.t.      |

### 14ª tappa
- 15 maggio: Zamora > Madrid – 250 km

Risultati
| Pos. | Corridore       | Squadra | Tempo    |
| ---- | --------------- | ------- | -------- |
| 1    | Gustaaf Deloor  | -       | 9h22'16" |
| 2    | Mariano Cañardo | -       | s.t.     |
| 3    | Max Bulla       | -       | s.t.     |

## Classifiche della corsa

### Classifica generale
| Pos. | Corridore         | Squadra | Tempo      |
| ---- | ----------------- | ------- | ---------- |
| 1    | Gustaaf Deloor    | -       | 120h01'02" |
| 2    | Mariano Cañardo   | -       | a 12'33"   |
| 3    | Antoine Dignef    | -       | a 19'15"   |
| 4    | Edoardo Molinar   | -       | a 22'42"   |
| 5    | Max Bulla         | -       | a 27'56"   |
| 6    | Alfons Deloor     | -       | a 46'32"   |
| 7    | Paolo Bianchi     | -       | a 50'56"   |
| 8    | Fernand Fayolle   | -       | a 52'03"   |
| 9    | Walter Blattmann  | -       | a 1h08'07" |
| 10   | Marinus Valentijn | -       | a 1h08'51" |

### Classifica scalatori
| Pos. | Corridore       | Squadra | Punti |
| ---- | --------------- | ------- | ----- |
| 1    | Edoardo Molinar | -       | 68    |
| 2    | Luigi Barral    | -       | 68    |
| 3    | Leo Amberg      | -       | 51    |